# Pakubuwono VIII
 (février 2020).
Si vous disposez d'ouvrages ou d'articles de référence ou si vous connaissez des sites web de qualité traitant du thème abordé ici, merci de compléter l'article en donnant les références utiles à sa vérifiabilité et en les liant à la section « Notes et références ».
Pakubuwono VIII(Kandjeng Goesti Pangeran Hario Hangabei ou Bendara Raden Mas Kuseini), né le 20 avril 1789, était le huitième roi de Surakarta. Il a régné de 1858 au 28 décembre 1861. Il fut précédé par Pakubuwono VII et Pakubuwono IX lui succéda.  Il était le frère aîné de Pakubuwono VII.